# Болдвин Сити (Канзас)
Болдвин Сити (енгл. Baldwin City) град је у америчкој савезној држави Канзас.

## Демографија
По попису из 2010. године број становника је 4.515, што је 1.115 (32,8%) становника више него 2000. године.
| Група             | 2000.         | 2010.         |
| Белци             | 3.149 (92,6%) | 4.140 (91,7%) |
| Афроамериканци    | 38 (1,1%)     | 95 (2,1%)     |
| Азијати           | 21 (0,6%)     | 23 (0,5%)     |
| Хиспаноамериканци | 55 (1,6%)     | 135 (3,0%)    |
| Укупно            | 3.400         | 4.515         |